# Nordisk illustreret Havebrugsleksikon
Nordisk illustreret Havebrugsleksikon var et leksikon, hvis tre første udgaver blev redigeret af Leopold Helweg (1851-1921). Det udkom første gang 1897-1902; anden udgave var fra 1910-1912, og den sidste udgave, der blev redigeret af Helweg, var fra 1920-1921. En fjerde (1934-1936) og femte udgave (1945-1948) blev redigeret af Anton Pedersen.
Blandt medarbejderne var Edvard Glæsel og G.N. Brandt